# Tuchorza (gromada)
Tuchorza – dawna gromada, czyli najmniejsza jednostka podziału terytorialnego Polskiej Rzeczypospolitej Ludowej w latach 1954–1972.
Gromady, z gromadzkimi radami narodowymi (GRN) jako organami władzy najniższego stopnia na wsi, funkcjonowały od reformy reorganizującej administrację wiejską przeprowadzonej jesienią 1954 do momentu ich zniesienia z dniem 1 stycznia 1973, tym samym wypierając organizację gminną w latach 1954–1972.
Gromadę Tuchorza z siedzibą GRN w Tuchorzy utworzono – jako jedną z 8759 gromad na obszarze Polski – w powiecie wolsztyńskim w woj. poznańskim, na mocy uchwały nr 41/54 WRN w Poznaniu z dnia 5 października 1954. W skład jednostki weszły obszary dotychczasowych gromad Boruja, Tuchorza, Tuchorza Nowa i Tuchorza Stara ze zniesionej gminy Siedlec oraz niektóre parcele z kart 8 i 9 obrębu Kuźnica Zbąska (135,24,35 ha) z dotychczasowej gromady Kuźnica Zbąska ze zniesionej gminy Jabłonna – w tymże powiecie. Dla gromady ustalono 15 członków gromadzkiej rady narodowej.
1 stycznia 1962 do gromady Tuchorza włączono miejscowości Belęcin i Mariankowo ze zniesionej gromady Belęcin w tymże powiecie.
31 grudnia 1971 do gromady Tuchorza włączono miejscowości Godziszewo i Zakrzewo ze zniesionej gromady Chobienice w tymże powiecie.
Gromada przetrwała do końca 1972 roku, czyli do kolejnej reformy gminnej.